# Fanfare Ciocărlia
Pour les articles homonymes, voir Fanfare (homonymie).
La Fanfare Ciocărlia (« alouette » en roumain) est une fanfare roumaine composée, à l'origine, de douze musiciens.

## Histoire

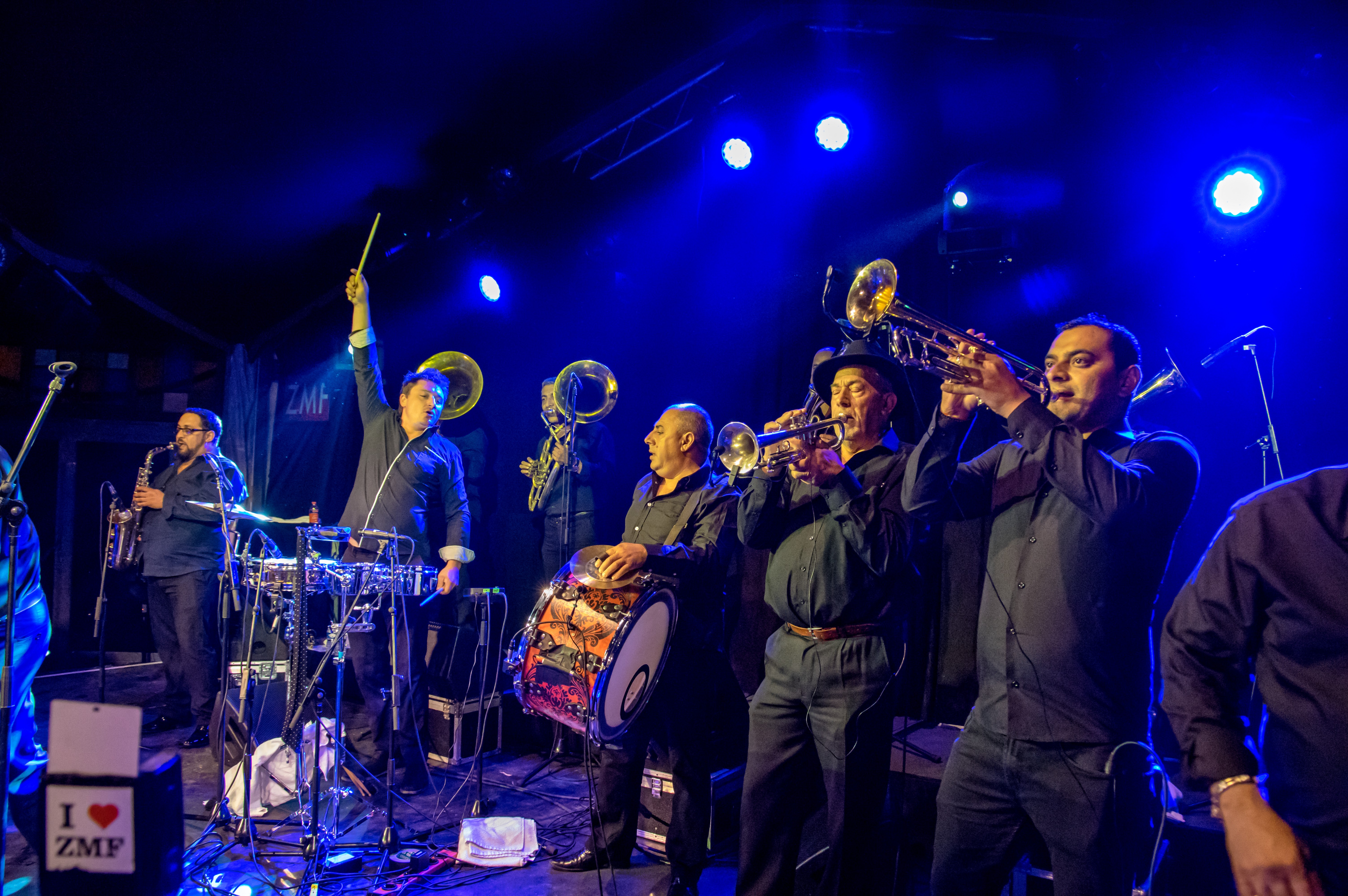
Fanfare Ciocarlia, Zelt-Musik-Festival en 2017 à Fribourg-en-Brisgau, en Allemagne.

En octobre 1996, deux musiciens allemands passionnés de musique d'Europe de l'Est, Helmut Neumann et Henry Ernst, découvrent une fanfare dans un village de Roumanie, Zece Prajini dépendant de la commune de Dagâța, dans le Județ de Iași. Elle ne jouait alors que pour les mariages et les baptêmes. Ces deux musiciens allemands sélectionnent les meilleurs éléments pour une tournée en Allemagne ; cela permet à la formation de débuter une carrière internationale. La fanfare désormais dénommée Ciocărlia signe chez le label berlinois Piranha Muzik.
La Fanfare Ciocărlia remporte le BBC Radio 3 World Music Award pour l'Europe en 2006.
En 2021, la Fanfare Ciocărlia publie leur album It Wasn't Hard to Love You.

## Répertoire
Leur répertoire comprend autant d'airs traditionnels roumains que de succès du jazz, comme Caravan de Duke Ellington ou le James Bond Theme.
Certains titres de la Fanfare ont été remixés par le DJ autrichien Dunkelbunt.

Le morceau Moliendo café, utilisé pour le générique de la série animée Creature Commandos écrite par James Gunn, est l'un de leurs enregistrements tiré de l'album Iag Bari sorti en 2001. 

## Discographie
- 1998 : Radio Pascani
- 1999 : Baro Biao
- 2001 : Iag Bari
- 2004 : Gypsy Brass Legends - The Story of the Band (DVD)
- 2005 : Gili Garabdi
- 2007 : Queens and kings
- 2009 : Live (CD-DVD)
- 2011 : Balkan brass battle (avec Boban i Marko Marković Orkestar)
- 2014 : Devil's Tale (avec Adrian Raso)
- 2017 : Onwards to Mars !
- 2021 : It Wasn't Hard to Love You